# Harold Russell
Harold John Russell (Sydney, 14 de janeiro de 1914 – Needham, 29 de janeiro de 2002) foi um ator de cinema norte-americano. Foi premiado com o Oscar de melhor ator coadjuvante em 1947, por sua atuação no filme The Best Years of Our Lives. Foi o primeiro ator não profissional a ganhar um Óscar de interpretação e o primeiro vencedor do Óscar a vender a sua estatueta.

## Filmografia
| Ano  | Título                      | Função          | Notas |
| ---- | --------------------------- | --------------- | --- |
| 1945 | Diary of a Sergeant         | ele mesmo       | Filme oficial do Departamento de Guerra dos Estados Unidos                                                                  |
| 1946 | The Best Years of Our Lives | Homer Parrish   | Oscar de Melhor Ator Coadjuvante Prêmio da Academia Honorário Globo de Ouro - Prêmio Especial para atuação não profissional |
| 1980 | Inside Moves                | Wings           | |
| 1981 | Trapper John, M.D.          | Leo Hopkins     | Episódio de TV - "The Days of Wine and Leo" também conhecido como: "Harold Russell Story"                                   |
| 1989 | China Beach                 | Uncle Conal     | Episódios de TV - "The World, Pts. 1 & 2"                                                                                   |
| 1997 | Dogtown                     | Blessed William | (papel final do filme) |